# Euclystis laceroides
Euclystis laceroides là một loài bướm đêm trong họ Erebidae.